# Štrbovo
Štrbovo é uma vila localizada no município de Resen, na República da Macedônia do Norte.